# オープン戦
オープン戦（オープンせん）とは、プロ野球などで公式の試合の期間の前後、もしくは合間などに行われる非公式の試合のこと。

## 概要
オープン戦を開催する目的は、親睦や交流、調整、場合によっては興行など、様々である。"オープン戦"は和製英語で、英語では"exhibition game"または"pre-season game"と言う。他競技で用いられる「プレシーズンマッチ」とほぼ同義。もっとも、メジャーリーグベースボールが開幕前に行うオープン戦は「スプリングトレーニング」ということが圧倒的に多い。なお、ここでいうオープン戦はオープン競技とは異なる。

## オープン競技
オープン競技とは、参加資格に制限を設けない競技大会、特にプロおよびアマチュア問わず勝ち上がれば本戦に出場できる競技大会をいう。　分野によっては「プロアマ戦」という言い方をする（サーフィンなど）。
ゴルフやテニスなどのトーナメント大会などの名称に付く「オープン」は、オープン・トーナメント、つまりプロアマ問わず基準に達していれば出場出来る公式大会であることを示す。
また、将棋の「朝日杯将棋オープン戦」や、全日本プロレスが開催していた「オープン選手権」「世界オープンタッグ選手権」（現在は廃止）もこちらの意味である。
なお、一般に獲得賞金に応じて出場できるレースクラスが定められている競馬にも、「オープンクラス」が存在し、オープンクラスでは基本的には未出走・未勝利の競走馬以外なら賞金の獲得額に関係なく出走できるとされている。

## 日本プロ野球のオープン戦
日本野球機構管轄のプロ野球におけるオープン戦はレギュラーシーズン開幕前の調整試合として、春季キャンプ中の2月終盤から開幕直前の3月終盤までの期間で実施されており、NPBでの正式な大会名称は「春季非公式試合」である。レギュラーシーズンはセントラル・リーグ・パシフィック・リーグの2リーグに分かれてリーグ戦を行っているが、オープン戦では12球団がリーグの垣根を超えて対戦し、順位も12球団における勝率の高い順で発表される。
対戦カードは、レギュラーシーズンでは両リーグとも各球団の意向を聞きつつリーグの担当者が決定するが、オープン戦では各球団の営業担当同士が直接折衝し、日程と条件が合えばその都度カードが決定する。
入場料は概ねレギュラーシーズンより安めに設定され、球場によっては一部座席は開放しない場合もある。
ドーム球場ができる前のオープン戦は気候の関係から平日・土曜・休日を問わず全てデーゲームで行われていたため観客は多くなかったが、ドーム球場が全国各地に誕生した1990年代以降（特に福岡ドーム開場後の1994年に8試合組まれて以降）は、ドーム球場における試合では平日を中心にナイトゲームで行われることもあり、時に4万人を超える観衆を集めることもあった。特に、2023年3月24日と2024年3月22日においては、平日開催であること、また開催球場が全てドーム球場または屋根付球場であったため、オープン戦としては異例の全試合がナイトゲームにて行われた。
2020年には、日本政府の新型コロナウイルス感染症対策の基本方針に沿い、2月29日以降の全試合が史上初の無観客試合として開催された。
公式戦との制度上の違いとしては以下が挙げられる。
- 順位づけにおける公平性も特段必要なわけではなく、また、上述の通り日程と条件が合えばカードが決定されることもあって予定試合数が球団により異なる。また、レギュラーシーズンでは雨天等で中止ないしノーゲームの場合、後日振替で再試合が行われるが、オープン戦では再試合は行わない。よって、順位は各球団とも最終的な消化試合数による勝率で決定する。
- レギュラーシーズンでは9イニング終了時点で同点の場合延長戦が行われる（最大12イニングまで）が、オープン戦では延長戦は行わない。
- レギュラーシーズンの出場資格があるのは支配下登録されている選手のみだが、オープン戦では支配下登録されていない育成選手でも出場することが可能である。
- レギュラーシーズンではパ・リーグ公式戦とパ・リーグ球団主催の交流戦のみで採用されているDH制度を開催球場、チームに関わらず全ての試合で自由に使うことができる。
  - セ・リーグのチームは、オープン戦の序盤は試合展開に左右されずに投手に登板機会を与え、野手にも少しでも多くの出場機会を作るためにDH制を採用することが多いが、開幕に近づくと、よりレギュラーシーズンに近い形を想定し、先発投手にも打席に立つ機会を作るためにDH制を採用せずに試合を行うことが多い。そのため、セ・パのリーグを超えた対戦の場合、同じ試合で両チームのDHの有無が異なる場合がある。逆に交流戦初年度の2005年は、交流戦対策で一部のパ・リーグのチームがDHを採用しない試合があった[注 2]。
- 通常のルールでは先発投手は5回を投げ切らないと勝利投手になれないが、オールスターでの規則[注 3]が適用され投球回が5回未満でも勝利投手になれる。
  - なお、規定打席数、規定投球回についてはレギュラーシーズンと同一である。

現在は公式戦開幕前に行われるのがほとんどだが、かつてはシーズン後の秋にもオープン戦が行われていて、秋のオープン戦が人気選手の引退試合となるケースも多数あった。現在でもオープン戦期間中に、前年限りで引退した選手が1日だけ選手契約を結んで引退試合を行うことがある。
メジャーリーグの開幕戦が日本で開催される年には日本開幕戦を行うMLB球団のオープン戦的な位置付けとしてNPB球団との試合が行われたり、ワールド・ベースボール・クラシックが開催される年にも日本を含めた出場国代表チームとNPB球団との試合があったりするが、これらはいずれもオープン戦とは別大会として扱われ、オープン戦の成績などには含まれない。

### 開催地域・球場
現在は春季キャンプ期間中である2月下旬からオープン戦が組まれており、序盤である2月はキャンプ地である宮崎県、沖縄県の球場で開催される。春季キャンプが終了し3月に入ると各球団の本拠地球場での開催にシフトしていく。球団によっては、レギュラーシーズンの試合を見る機会が少ないファンのために、巡業のように各地の地方球場で開催する場合もある。ただ、レギュラーシーズンでの観客動員数が増えるにつれてオープン戦での収益も各球団の大きな財源になりつつあるため、現在ではNPB全体でオープン戦でも地方開催自体が減少傾向にある。2013年ごろから最終カードではこの時期ではほぼ中止が無い屋内球場（一部例外あり）でできるだけ本拠地球場が近い別リーグのチームとの組み合わせとされている。
各球団のオープン戦開催の特記事項としては、以下が挙げられる。
- 読売ジャイアンツは、かつてはキャンプ地の宮崎市で最初の主催試合を行った後、九州から中四国、近畿、東海、関東と北上する日程が組まれていたが、現在は2次キャンプ地の沖縄セルラースタジアム那覇でオープン戦をスタートし、キャンプ終了後帰京した後はすぐに東京ドームで主催試合を行うなど[注 4]、かつてのような流れは崩れてきている。オープン戦最終カードでは東京ドームで楽天かロッテと対戦する。
- 阪神タイガースは、3月下旬から選抜高等学校野球大会が本拠地球場の阪神甲子園球場で開催されるため、甲子園での主催試合が開催できるのは3月中旬までに限られている。そのため、毎年、キャンプ終了後帰阪したあとは3月上旬（シーズンによっては先に遠征を入れる場合もある）から中旬にかけて甲子園で対戦チームを変えつつ連続して主催試合を行った後、下旬までの間は関東などに遠征に出るスケジュールを組んでいる。最終カードで京セラドーム大阪でオリックスと1試合ごとに主催を入れ替えて3連戦を行なっている。
  - シーズン開幕が4月の時代（年間130試合制の当時）は、毎年春分の日（例外あり）に甲子園で対巨人戦が組まれていたが、開幕が3月となった現在では3月第2週の日曜日に対巨人戦が組まれている。なお、その前日と前々日はオリックス・バファローズが対巨人戦を組んでいる。
  - オープン戦最終カードの対オリックス戦は、基本的に1・3戦目がオリックスの主催、2戦目が阪神の主催で行われるが、稀に1戦目が阪神の主催、2・3戦目がオリックス主催で行う場合もある。なお、3日間ともにベンチは1塁側はオリックスが、3塁側は阪神がそれぞれ使用する。
- 阪神対オリックスと同様に、広島東洋カープと福岡ソフトバンクホークスも毎年オープン戦最終カードで3連戦を組んでいる。金曜はナイター、土曜はデーゲームで福岡PayPayドームにてソフトバンク主催で、日曜はデーゲームでマツダスタジアムにて広島主催で、それぞれ開催されている。
- 中日ドラゴンズは、3月上旬ないし中旬の日曜に名古屋ウィメンズマラソンが本拠地球場のバンテリンドーム ナゴヤで開催されるため、同マラソンの関連イベント「マラソンEXPO」が開催される期間の前後3日間程度はバンテリンドーム ナゴヤでは主催試合を行えない。そのため、この期間は小牧や岡崎などのほか、かつての本拠地球場で現在は二軍本拠地となっているナゴヤ球場などで主催試合を行う場合がある。最終カードではバンテリンドーム ナゴヤで楽天かロッテと対戦する。
- 東北楽天ゴールデンイーグルスは、本拠地球場の楽天モバイルパーク宮城がある宮城県（東北地方）の寒冷は日中であっても試合開催に耐えうるレベルではなく、レギュラーシーズン開幕後の4月ですら積雪することがあるため事実上同球場でのオープン戦の開催は不可能となっている。そのため、オープン戦は静岡、倉敷、明石、長崎などのいずれかを中心として西日本各地の球場で主催試合を行っている。ただし、WBCの開催により開幕が4月だった2009年は宮城球場でもオープン戦が開催された。最終カードでは巨人か中日とビジターで対戦する。
- 北海道日本ハムファイターズは、2023年に本拠地をエスコンフィールドHOKKAIDOに移転して以降の公式戦は全て同球場にて行っているが、オープン戦では二軍の本拠地であるファイターズ鎌ケ谷スタジアムに加えて、札幌市との契約の関係で2024年までは前本拠地である札幌ドームでも主催試合を行っていた。なお、最終カードではヤクルトかDeNAとホームで対戦する。
- 埼玉西武ライオンズは最終カードではベルーナドームでヤクルトかDeNAと対戦する。

### ジンクス
オープン戦で3位だったチームは公式戦で苦戦するというジンクスが存在する。2018年までの10年間で、3位のチームは7度のBクラス（うち、最下位が4度）を経験した。また、Aクラス入りした場合でも、2014年の巨人はリーグ優勝を果たしながら日本シリーズは阪神に譲り、2016年のソフトバンクは2位に最大で11.5ゲーム差を付けながら日本ハムに大逆転を許す事態となった。
また、2021年には西武が怪我人や選手の不調、特例による抹消などもあってシーズン後半に負けが込み、1979年以来42年ぶりとなる最下位になった。
「オープン戦で好調だったチームは公式戦でコケる」というジンクスもファン達には語られており、1990年代の阪神タイガースが手の内を隠したストレート中心の配球を狙い打ち、新外国人選手もデータ取りで打たせたことで期待を抱かせる状態が頻発し「今年の虎はやってくれる」と連日マスコミで記事にされるも、いざシーズンが開始すると下位に低迷しジンクスと言われ始めた。森たけし（当時読売テレビアナウンサー）が『ズームイン!!朝!』で「今年の（阪神の）ベストゲームはオープン戦」と皮肉を込めて語ったことがある。

### 練習試合
キャンプ中などにオープン戦とは別にキャンプ地が近いチーム同士での練習試合が行われることもある。試合の趣旨としては概ねオープン戦と同様だが、オープン戦がNPBの管理下で公認野球規則に基づいてレギュラーシーズンとほぼ同じルールで開催されるのに対して、練習試合はチーム間の合意のみで開催・運営できるため9回裏の有無や一度退いた選手の再出場などに関する特別ルールを設けることも可能であり、無料で行われる試合も多い。 また、後述の通り、近年は同じ沖縄県や宮崎県でキャンプを行う韓国の球団や、遠征でやってくる台湾の球団（近年は日本の球団が台湾まで行って試合を行うことも多い）、キャンプ地の近くの独立リーグ、社会人野球のチームなどとの練習試合も組まれている。最近ではレギュラーシーズン終了後にクライマックスシリーズ、日本シリーズ等のポストシーズンへ向けて非公開で試合を組んでいるケースもある。その他特異例としては、2018年3月21日に神宮球場で予定されていたヤクルト対巨人のオープン戦が雨天中止となったため、もともと中止の場合は同じ東京都内にある東京ドームでの練習を予定していた巨人側がヤクルトを誘い、「実戦形式の合同練習」と称して東京ドームで無観客の練習試合を行った。
なお、これらの試合はNPB管轄の興行として行われるオープン戦とは別大会として区別され、試合結果や個人成績はオープン戦の成績に反映されない。しかし、オープン戦の中継や新聞等の記事においては、特にオープン戦序盤の試合では「対外試合成績」として練習試合とオープン戦の成績を合算して明示することも多い。
練習試合の中でも、近年はゲームタイトルを冠した個別の大会として以下のものが行われている。
- 高知プロ野球プレシーズンマッチ

高知県にて西武が毎年2月末ないし3月上旬の週末に、西武二軍キャンプ地の高知県立春野運動公園野球場にてパ・リーグの他球団、主にロッテと2連戦で対戦している。高知県では西武が1軍の春季キャンプを撤退した2004年ごろから2011年ごろまで、阪神対オリックスの定期戦のみを行っていたが、2012年から、有料のオープン戦とはせず、県と高知市、安芸市などが共同主催して、かつて同県を1軍キャンプ地とした西武、オリックス、阪神を中心に、韓国野球リーグのチームなども交えて、無料練習試合をシリーズ化した「高知プロ野球プレシーズンマッチ」として、練習試合を行っている。
- 球春みやざきベースボールゲームズ

2015年より、宮崎県、宮崎市、日南市、西都市、日向市、串間市とそれぞれの教育委員会・観光協会、宮崎観光コンベンション協会などで構成する実行委員会が主催し、当該地域でキャンプを張る各球団の主管・協力で開催されているシリーズ。韓国の球団との交流戦も開催される。
- アジアゲートウェイ交流戦 Power Series

ロッテが2016年より、キャンプ地の石垣島に台湾の楽天モンキーズを招待し、石垣市の主催で毎年開催している日台交流試合。正式名称は「アジアゲートウェイ交流戦 Power Series 20○○（該当年度） in石垣島」。2019年には3月に本拠地のZOZOマリンスタジアムでも「in CHIBA」として楽天モンキーズとの試合を開催した。他球団でも台湾球団との交流試合を行っており、巨人は2024年に球団創設90周年および台北ドーム開業記念として台湾の2球団との親善試合を行った。
- アジア・スプリング・ベースボール

2011～2013年に、日本でのキャンプ中に行われる日韓の球団同士の練習試合のタイトルとして使われた。
また、天災や疫病の影響によりレギュラーシーズン及びオープン戦の日程に大きな変更が生じた3シーズンは練習試合などが以下の形で行われた。
- 2011年は、東日本大震災の影響でレギュラーシーズン開幕が3月25日から4月12日に延期され、オープン戦は中止としたうえで当該日に開催予定だったそれぞれの試合のチーム間で、「実戦形式の合同練習」などと称した練習試合が行われた。また、4月2日・3日にはチャリティー試合として「プロ野球12球団チャリティーマッチ -東日本大震災復興支援試合-」が開催された。
- 2020年は、新型コロナウイルスの感染拡大の影響で3月20日に予定されていたレギュラーシーズン開幕が延期され、オープン戦は最終的な日程まで行ったうえで、3月20日以降もしばらくはレギュラーシーズンで予定されていた試合の組み合わせで練習試合を行った。しかし、その後も日本国内での感染は拡大し、4月7日には政府からの緊急事態宣言も発令されたため、各球団は活動を停止し、練習試合等もしばらく行われなくなった。緊急事態宣言は5月25日に解除され、開幕が6月19日に決定すると、6月2日から16日まで12球団を東西に分けて東西それぞれの球団同士で練習試合を行った。なお感染拡大防止のためこれらの試合はいずれも無観客試合で開催された。
- 2021年は、新型コロナウイルスの感染拡大のため政府が東京都など10都府県に発令していた緊急事態宣言を2月7日から3月7日まで1ヶ月間延長したことから、沖縄県も県独自で発令していた緊急事態宣言を2月28日まで延長。これを受けて2月中に沖縄県内で開催予定だったオープン戦11試合が日程から削除されて、すべて無観客の練習試合に切り替えられた。オープン戦は当初2月23日に開幕予定だったが、2月中の試合は全て沖縄県内での開催だったため、オープン戦の開幕自体が3月2日からに変更された[13]。また、シーズン開幕後も、東京オリンピック開催期間中は公式戦を中断したため、その中断期間中である7月27日から8月10日にかけて有料による練習試合『2021プロ野球エキシビションマッチ』を56試合開催した。

### 過去のプロ野球トーナメント大会の事例
オープン戦期間中にはトーナメント大会が実施された例もある。
- 1988年 「サッポロビールプロ野球トーナメント」（東京ドーム完成記念として12チーム総参加）
- 1993年 「JCBセ・リーグビッグトーナメント」（東京ドーム開場5周年記念としてセ・リーグ6チーム参加）
- 同上 「パ・リーグトーナメント大会」（福岡ドーム完成記念としてパ・リーグ6チーム参加）
- 1994年 「JCBセ・リーグビッグトーナメント」（読売ジャイアンツ球団設立60周年記念としてセ・リーグ6チームが東京ドームに集結して開催）
- 同上 「パ・リーグ東西対抗戦」（福岡ドームで東日本の3チーム=西武ライオンズ、千葉ロッテマリーンズ、日本ハムファイターズと西日本の3チーム=近鉄バファローズ、オリックス・ブルーウェーブ、福岡ダイエーホークスとに分かれて、それぞれ3チームずつと対戦する形式を行った）
- 1995年 「オートバックス・セ・リーグビッグトーナメント」（阪神タイガース球団設立60周年と倉敷マスカットスタジアムの竣工記念としてセ・リーグ6チームが倉敷に集結して開催）
- 1996年 「JCBセ・リーグビッグトーナメント」（中日ドラゴンズの球団設立60周年を記念してナゴヤ球場にセ・リーグ6チームが集結して開催）
- 1997年 「コナミ・プロ野球トーナメント」（大阪ドーム竣工記念大会として12チーム総参加）
- 同上 「サークルK・プロ野球トーナメント」（ナゴヤドーム竣工記念大会として12チーム総参加）
上述の各大会はトーナメント方式であるため、敗戦したチームは会場の周辺自治体にある他の球場で練習試合を行った球団もある。また1988年の東京ドームのトーナメント大会の時には、ドーム球場の雰囲気に慣れてもらうという観点で東京ドームで練習試合をした球団もあった。
- 1999年、2000年 「プロ野球サントリーカップ」（日本版交流試合の開催実現に向けたメリットを探るという名目で、各リーグの6チームずつが互いに別リーグの6チームずつと対戦する形式で行われた）
- 2011年　「プロ野球12球団チャリティーマッチ -東日本大震災復興支援試合-」（非トーナメント）
- 2021年  「2021プロ野球エキシビションマッチ」（東京五輪開催期間におけるペナントレース中断時に行われた非公式試合、非トーナメント）
- また戦前や戦後初期には「読売杯」「大毎杯」などといったトーナメント大会や、2リーグ以後は毎年必ず行う定期戦も組まれたこともある。最近では「ABCカップ争奪 阪神vs近鉄定期戦」、あるいは高知県で行われる阪神対オリックスの「KTVカップ」がある。

### 二軍のオープン戦
また同じく日本のプロ野球の二軍チームでは、教育リーグ（秋季に行われる黒潮（よさこい）リーグ、コスモスリーグ、ハイサイリーグ、みやざきフェニックス・リーグを含む）という大会名でプロチーム同士の試合だけでなく、社会人チームとの対戦も近年積極的に実施されるようになった。また、イースタン・リーグで東北楽天ゴールデンイーグルスを除く球団が対戦予定のないシーズン中にイースタン・リーグ チャレンジ・マッチと題して混成チーム（フューチャーズ）と対戦する。

## MLBのオープン戦
メジャーリーグベースボールの場合は、スプリングトレーニングにおいて、主にフロリダ州でキャンプを張るチームによる「グレープフルーツ・リーグ」とアリゾナ州でキャンプを張るチームでの「カクタス・リーグ」とに分かれて、3月にメジャーリーグチーム同士、あるいは対マイナーリーグのチーム、大学チームというることも多い。
日本と違い、ナショナル・リーグの主催試合では指名打者制が採用されないことが多く、その場合はアメリカン・リーグのチームの投手も打席に立つ。また、同じチームであっても2つに分けて、異なるチームと試合をする場合もある。

## アマチュア野球のオープン戦
所謂、練習試合と呼ばれる。高校、大学、社会人においてはカテゴリーを越えて試合を行う場合がある。特に大学、社会人（クラブチーム）は盛んに試合を組んでおり高校と大学（下級生中心など）も一定数行われている。
大学、社会人の場合は同リーグ、同地区のライバルと対戦を避ける意味合いが強く、高校でも同様で強豪の場合は力のある対戦相手として大学を選ぶケースがある。
監督、コーチ、マネージャー等の繋がりで試合を組むことが多く、大学や社会人は春先や夏にキャンプ地を起点に各地のチームと対戦する流れになっている。
この他、大学チームは練習拠点の近隣にある他リーグの加盟校と対戦したり場合によっては準硬式野球部と対戦する（使用球は統一するが）など多様なカードが生じる。
会場は公営球場以外に、主に各チームグラウンドで、この場合チームを分けて（主力とサブ）同日に両グラウンドで試合をすることが増えている。
高校野球では大会期間外は毎週のように行っていることも多いが、甲子園出場となればやはり各地で試合をしながら移動して最終的に近畿地区のチームと対戦する。
尚、高校野球では12月1日から3月7日までを対外試合禁止期間としている。これは寒冷地のチームとの条件をなるべく揃えるという趣旨である。
また、公式戦以外という意味では各地で独自の大会を開催したり招待、親善試合を行うなど実戦経験の場になる機会が増えている。
大学、社会人は近年プロ（主にファーム）とも交流試合を行っている。

## プロボクシングのオープン戦
プロボクシングでは、公式戦のうちタイトルマッチ及びトーナメント戦のいずれにも関係しないワンマッチをオープン戦と呼ぶ。主なものとして日本タイトル挑戦権獲得トーナメントにおいては各試合の前座としてB級オープン戦が行われており、5回戦（通常B級は6回戦）で組まれている。